# Quận Polk, Texas
Quận Polk (tiếng Anh: Polk County) là một quận trong tiểu bang Texas, Hoa Kỳ. Theo kết quả điều tra dân số năm  2000 của Cục điều tra dân số Hoa Kỳ, quận có dân số 41.133 người. Quận lỵ là Livingston6. Quận được đặt tên theo James Knox Polk, Tổng thống Hoa Kỳ thứ 11.

## Địa lý
Theo Cục điều tra dân số Hoa Kỳ, quận có tổng diện tích 1110 dặm Anh vuông, trong đó có  1.057 dặm vuông Anh (2.740 km2) diện tích đất và 53 dặm vuông Anh (140 km2) (4,74%) là diện tích mặt nước.

### Xa lộ chính
- U.S. Highway 59
- U.S. Highway 190
- U.S. Highway 287
- State Highway 146

### Quận giáp ranh
- Quận Angelina (bắc)
- Quận Tyler (đông)
- Quận Hardin (đông nam)
- Quận Liberty (nam)
- Quận San Jacinto (tây nam)
- Quận Trinity (tây bắc)